# Pallipalayam Agraharam
Pallipalayam Agraharam is een census town in het district Namakkal van de Indiase staat Tamil Nadu. 

## Demografie
Volgens de Indiase volkstelling van 2001 wonen er 10829 mensen in Pallipalayam Agraharam, waarvan 52% mannelijk en 48% vrouwelijk is. De plaats heeft een alfabetiseringsgraad van 59%. 